# Urbain Vandeurzen
Urbanus (Urbain) Agnes Lambert Vandeurzen (Bree, 6 mei 1956) is een Belgisch ondernemer.

## Levensloop

### Carrière

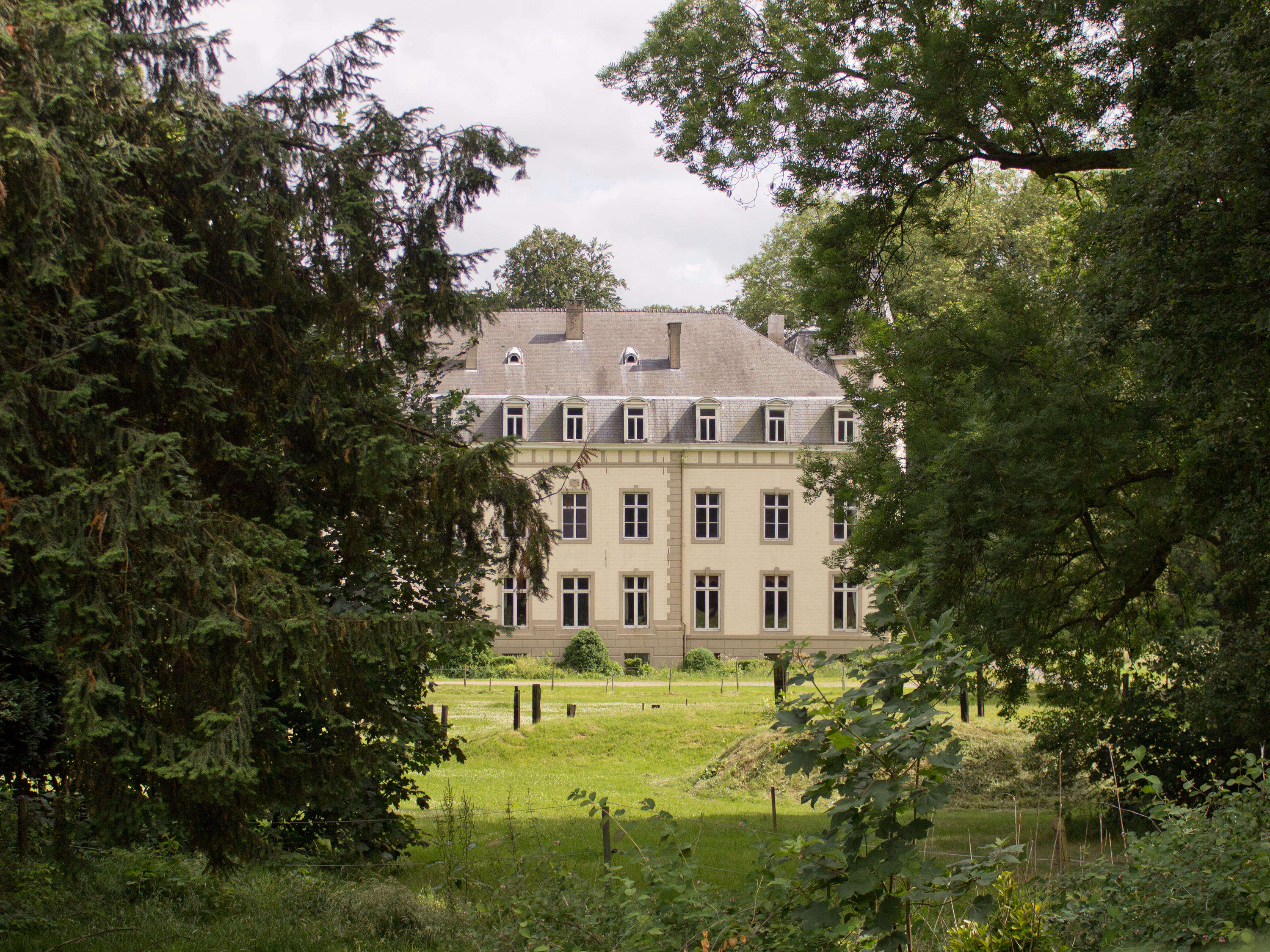
Het kasteel de Beauffort, ook bekend als het Wit Kasteel, te Linden

Urbain Vandeurzen studeerde aan de Katholieke Universiteit Leuven, alwaar hij in 1978 afstudeerde als burgerlijk ingenieur werktuigkunde en in 1982 tot doctor in de toegepaste wetenschappen promoveerde.
In 1980 werd hij medeaandeelhouder van het softwarebedrijf LMS, ontstaan als een spin-off van het departement Werktuigkunde van de KU Leuven. Na een interne machtsstrijd werd hij enkele jaren later meerderheidsaandeelhouder. Het bedrijf groeide onder zijn bestuur uit tot de wereldmarktleider in simulatie- en testsoftware voor de auto-, luchtvaart- en ruimtevaartindustrie. De onderneming ontving onder meer de Flanders Technology Award (1985) en de Grote Oscar voor Export (1992). Daarnaast werd het in 2003 door de Vlaamse overheid gelauwerd als meest innovatieve Vlaamse onderneming en werd het in 1997 door Ernst & Young verkozen als laureaat van Onderneming van het Jaar. In 2012 werd het bedrijf voor 700 miljoen euro overgenomen door technologieconcern Siemens.
In 2006 volgde hij Ludo Verhoeven op als voorzitter van werkgeversorganisatie Voka. Voordien was hij ondervoorzitter van deze organisatie, evenals van het Verbond van Belgische Ondernemingen. Als voorzitter van Voka werd hij in mei 2009 opgevolgd door Luc De Bruyckere. Daarnaast was hij actief in de Vlaamse Raad voor Wetenschapsbeleid, ondervoorzitter van werkgeversorganisatie Agoria en lid van het strategisch comité van de Katholieke Universiteit Leuven.
In 2017 richtte hij samen met onder meer Vic Swerts (Soudal), Jan Toye (Brouwerij Palm), Noël Essers (H.Essers), Gaëtan Hannecart (Matexi), Bernard Thiers (Mohawk/Unilin), de familie Cordier (Telindus) en Rudi Pauwels (Biocartis) het investeringsfonds Smile Invest op, afkorting van Smart Money for Innovation Leaders. In 2018 volgde de oprichting van Mission Lucidity, een project met 200 wetenschappers om de ziekte van Alzheimer te ontrafelen.
In 2020 investeerde Vandeurzen in Droia, een fonds van Luc Verelst dat onderzoek voert naar genetische ziektes.

### Kasteel de Beauffort
In juni 2013 kocht hij kasteel de Beauffort te Linden, alwaar hij een wijngaard opstartte. Hiertoe richtte hij VF Wineries op en diende hij een bouwaanvraag in voor een futuristisch wijncentrum. Hiertegen kwam veel protest en er werden meer dan 650 bezwaarschriften ingediend. In mei 2017 werden vervolgens 454 wijnstokken vernield. Kort daarop volgend werd de bouwaanvraag door zowel de gemeente Lubbeek als de provincie Vlaams-Brabant geweigerd.
In juli 2018 diende Vandeurzen een derde bouwaanvraag voor de bouw van een wijnproductiecentrum, kleiner en op een andere locatie gelegen, maar andermaal resulteerde de aanvraag in protest en bezwaren. In oktober 2018 gaf het schepencollege van Lubbeek hem groen licht voor zijn wijnmakerij. In januari 2019 tekenden enkele omwonenden en organisaties - waaronder Natuurpunt - beroep tegen deze vergunning bij de bestendige deputatie van Vlaams-Brabant. In maart 2019 gaf ook de bestendige deputatie groen licht voor het wijncentrum. In februari 2020 startten de werkzaamheden van het wijnproductiecentrum.

### Belangenconflicten
In de loop der jaren kwam Vandeurzen vaak in aanvaring met de bedrijven waar hij bestuursmandaten bekleedde. Naast zijn voorzitterschap bij de Gimv investeerde hij namelijk zelf ook in beloftevolle bedrijven. In die zin was hij een van de mogelijke concurrenten van Gimv. Zo deed Vandeurzen in 2013 een persoonlijke investering in het West-Vlaamse technologiebedrijf Barco en creëerde daarmee een belangenconflict bij de Gimv, die zelf ook een belangrijke Barco-aandeelhouder was.. In 2016 nam Vandeurzen uiteindelijk ontslag als Gimv-voorzitter Een jaar later richtte hij zijn eigen investeringsmaatschappij op, Smile Invest, met een investeringsteam dat overkwam van de Gimv. Ook bij het Antwerpse financieel-advieshuis Econopolis creëerde Vandeurzen fricties in het bestuur en in het aandeelhouderschap. Zo botsten de persoonlijke ambities van Vandeurzen om te investeren in beloftevolle bedrijven met die van Econopolis. Uiteindelijk vertrok Vandeurzen in 2019 ook daar als bestuurder en aandeelhouder.

### Personalia
Hij is achterfamilie van Jo Vandeurzen, hun vaders waren neven. Zelf is hij gehuwd en heeft hij twee kinderen.
In 2024 werd hij tot baron benoemd.